# Augusto Peyré
Augusto Peyré Sarrat (nacido en 1863 en Saucède, Bearne, Francia - fallecido el 30 de diciembre de 1960 en Sevilla) fue un destacado empresario textil.

## Reseña biográfica
De familia pudiente, la herencia familiar recayó íntegramente sobre el primogénito, su hermano mayor. En 1877 a los catorce años de edad, sin saber hablar en castellano, se traslada a El Coronil (Sevilla) donde se encontraba establecida desde 1808 una rama de la familia Candau, parientes lejanos también procedentes de Francia. Tras más de una década en El Coronil se traslada a la ciudad de Sevilla donde lleva a cabo su principal labor comercial y profesional, estableciendo su residencia definitiva. Es el promotor de la venida a España de muchos de sus sobrinos siempre en la juventud, tras criarse en Francia, dando lugar a la aparición en Sevilla de los apellidos Lahore, Haurie, Pommarez o Masigoge.
A los 42 años se casa con su sobrina Juana Peyré Estoueigt (1887-1982), de 18 años, procedente también de Saucède, falleciendo ambos en su ancianidad sin descendencia. En el cementerio de Sevilla se encuentra el panteón familiar, obra de Aníbal González de 1927.
Se relaciona a Augusto Peyré con el círculo promotor de la creación de las Escuelas Francesas de Sevilla en 1902, llevando su nombre el AMPA de dicho centro.
El sevillano distrito Este-Alcosa-Torreblanca tiene una calle denominada Augusto Peyré.

## Almacenes Peyré
Los Candau Acosta del último tercio del siglo XIX eran propietarios agrícolas en El Coronil y poseían un comercio textil en dicha localidad, del que se hizo cargo Augusto a su llegada a España en 1877.
La tienda textil denominada originalmente Las Filipinas, situada en Sevilla en la casa que fue de Gonzalo Argote de Molina, se fundó en 1790 por la sociedad Basilio Camino y Hermanos. De la relación comercial entre esta familia y Augusto Peyré, en 1892 éste resulta ser socio de Basilio Camino, en 1899 se establecen en sociedad comandita y en 1909 se crea "Peyré y Compañía sociedad comandita" quedándose al frente del negocio como socio único en 1914. En 1919 se restaura el edificio según proyecto de Aníbal González. En 1936 se funda "Peyré s.a.". 
Peyré implantó de forma pionera un modelo de gestión transición de los paradigmas económico y social siglo XIX a los del XX. Se impuso un precio fijo a los artículos en venta y se comenzó a usar el sistema métrico decimal. Se estableció una red de proveedores intermediarios en toda Europa de los que se servía para recibir en Sevilla los materiales desde su lugar de fabricación valiéndose de los nuevos medios de transporte. Se creó la figura del viajante para la celebración reuniones en casas de señoras de clase alta que compraban por catálogo y recibían sus pedidos por correspondencia.
Este modelo situó a los almacenes como una referencia en el sector, con delegaciones en París, Frankfurt, Colonia, Londres, Lyon, entre otros. Llegó a tener quinientos empleados, costureras y sastres que trabajaban para la firma y hasta 43 representantes comerciales en plantilla.
Lejos de ocultar este sistema comercial, se creó un pensionado en la planta alta de la tienda Los Caminos en el que se alojaban los hijos de algunos clientes para aprender el oficio, ejerciendo de aprendices en los almacenes y abriendo después sus propias tiendas por toda la provincia. En el mismo internado se alojaban la multitud de sobrinos franceses que cuando cumplían una edad en torno a los 14 años acudían desde Francia para incorporarse al negocio como aprendices. Los primeros en llegar fueron Juan Bautista y Augusto Lahore Peyré el 1 de diciembre de 1936, a continuación Juan Bautista Masigoge Peyré, Juan Haurie y Juan Bautista Pommarez, entre otros.
Este comercio situado en la calle comercial del centro de Sevilla por antonomasia, decayó tras el fallecimiento de D. Augusto y de igual manera que el resto de comercio tradicional con la llegada de nuevos conceptos comerciales como Galerías Preciados y El Corte Inglés produciéndose su cierre en 1965.
En 2001 descendientes de los sobrinos rehabilitan el edificio a modo de galería comercial moderna manteniéndose hasta padecer los efectos de la crisis financiera de 2008.
En la actualidad el edificio es un centro de congresos asociado a una firma hostelera sevillana.